# Magic (Coldplay-Lied)
Magic ist ein Pop-Rock-Song der britischen Band Coldplay von 2014.

## Album und Produktion
Der Song stellt die zweite Singleauskopplung aus ihrem zu veröffentlichenden Album Ghost Stories dar und wurde am 3. März 2014 durch Parlophone veröffentlicht. Der Track wurde von Paul Epworth, Rik Simpson und Daniel Green koproduziert.

## Musikvideo
Das von Jonas Åkerlund produzierte Musikvideo handelt von der Zauberin Cecile (gespielt von Ziyi Zhang), ihrem Mann Claude (gespielt von Chris Martin), einem berühmten aber alkoholabhängigen Zauberer und ihrem Assistenten Christophe (ebenfalls gespielt von Chris Martin) und spielt auf einem Jahrmarkt. Cecile wird von Claude unterdrückt und gepeinigt. Auch macht er ihr immer wieder deutlich, dass sie niemals so gut sein wird wie er.
Sie sucht Trost bei ihrem Assistenten Christophe, welcher aufgrund eines Geistesblitzes und durch Ausprobieren die Fähigkeit erlangt, Gegenstände (einschließlich sich selbst) fliegen zu lassen. Als Cecile wieder einmal von Claude gepeinigt wird, geht Christophe dazwischen. Es kommt zum Zweikampf der beiden Magier, bei dem Christophe Ceciles Ehemann Claude mit Hilfe seiner Fähigkeit gen Himmel entschweben lässt. Christophe und Cecile gestehen sich ihre Liebe. Ungestört, glücklich und gefeiert bieten sie in der Folge auf dem Jahrmarkt zusammen ihre sensationelle Zaubershow dar.

## Rezeption
Die Welt würdigt das Lied als eine grandiose Single. Die Zeitung lobt, dass das polyphone, sich verschiebende Bassriff minimalistisch sei und dabei doch zärtlich einfach. Das Magazin Rolling Stone meint, dass Magic ein lässiger romantischer Popsong sei.

## Kommerzieller Erfolg

### Chartplatzierungen
| ChartsChartplatzierungen       | Höchstplatzierung | Wochen |
| ------------------------------ | ----------------- | ------ |
| Deutschland (GfK)              | 14 (24 Wo.)       | 24     |
| Österreich (Ö3)                | 21 (17 Wo.)       | 17     |
| Schweiz (IFPI)                 | 5 (29 Wo.)        | 29     |
| Vereinigte Staaten (Billboard) | 14 (14 Wo.)       | 14     |
| Vereinigtes Königreich (OCC)   | 10 (26 Wo.)       | 26     |

| ChartsJahrescharts (2014)    | Platzierung |
| ---------------------------- | ----------- |
| Deutschland (GfK)            | 71          |
| Schweiz (IFPI)               | 32          |
| Vereinigtes Königreich (OCC) | 61          |

### Auszeichnungen für Musikverkäufe
| Land/Region                  | Auszeichnungen für Musikverkäufe (Land/Region, Auszeichnung, Verkäufe) | Verkäufe  |
| ---------------------------- | ---------------------------------------------------------------------- | --------- |
| Australien (ARIA)            | 4× Platin                                                              | 280.000   |
| Belgien (BRMA)               | Platin                                                                 | 30.000    |
| Dänemark (IFPI)              | Platin                                                                 | 30.000    |
| Frankreich (SNEP)            | —                                                                      | 38.900    |
| Italien (FIMI)               | 3× Platin                                                              | 90.000    |
| Kanada (MC)                  | Platin                                                                 | 80.000    |
| Neuseeland (RMNZ)            | Platin                                                                 | 15.000    |
| Portugal (AFP)               | Platin                                                                 | 10.000    |
| Schweiz (IFPI)               | Gold                                                                   | 15.000    |
| Spanien (Promusicae)         | Platin                                                                 | 60.000    |
| Vereinigte Staaten (RIAA)    | Platin                                                                 | 1.000.000 |
| Vereinigtes Königreich (BPI) | Platin                                                                 | 709.000   |
| Insgesamt                    | 1× Gold · 15× Platin ·                                                 | 2.357.900 |

Hauptartikel: Coldplay/Auszeichnungen für Musikverkäufe

### Auszeichnungen für Musikstreaming
| Land/Region          | Auszeichnungen für Musikverkäufe (Land/Region, Auszeichnung, Verkäufe) | Verkäufe  |
| -------------------- | ---------------------------------------------------------------------- | --------- |
| Dänemark (IFPI)      | Platin                                                                 | 2.600.000 |
| Spanien (Promusicae) | Gold                                                                   | 4.000.000 |
| Insgesamt            | 1× Gold · 1× Platin ·                                                  | 6.600.000 |

Hauptartikel: Coldplay/Auszeichnungen für Musikverkäufe